# Kamarang River
Kamarang River är ett vattendrag i Guyana, på gränsen till Venezuela. Det ligger i den nordvästra delen av landet, 290 km väster om huvudstaden Georgetown.